# Peter Bielenberg
Peter Heinrich Bielenberg (* 13. Dezember 1911 in Hamburg; † 12. März 2001 in Wexford, Irland) war ein deutscher Landwirt, Jurist und Widerstandskämpfer gegen den Nationalsozialismus.

## Leben und Wirken
Peter Bielenberg war der Sohn des Hamburger Rechtsanwalts Paul Herrmann Bielenberg. Er studierte ab 1930 Jura an der Universität Hamburg und der Universität München und schloss das Studium nach sechs Semestern mit dem Ersten Staatsexamen ab. Er galt früh als wenig anpassungsbereite Persönlichkeit, die Autoritäten infrage stellte.
1934 heiratete er die in London geborene Anglo-Irin Christabel Bielenberg, geborene Burton, die in Hamburg Gesang studierte. Die Heirat erfolgte gegen den Wunsch der Eltern beider.
Bielenberg kritisierte früh den aufkommenden Nationalsozialismus und weigerte sich während des Referendariats 1934, einen Eid auf Adolf Hitler abzulegen. Seine Kritik gründete zunächst nicht primär auf politischen Ansichten, sondern erfolgte, da er aufkommendes Unrecht erkannte
und die Ideale des Humanismus als unterdrückt ansah. In der Folgezeit protestierte er vielfach öffentlich gegen die Nationalsozialisten.
1934 machte Bielenberg in einem Haus der Familie Warburg in Blankenese Bekanntschaft mit Adam von Trott zu Solz. Dieser wurde zu seinem besten Freund, weckte sein Interesse für Politik und riet ihm, die 1938 von seinem Vater übernommene Anwaltskanzlei aufzugeben und nach Berlin zu ziehen. Bielenberg folgte dem Rat und übernahm in Berlin Führungspositionen im öffentlichen Dienst sowie in der Fischerei- und Luftfahrtindustrie. In Berlin tauschte er sich mit anderen Widerstandskämpfern, darunter Helmuth James Graf von Moltke und Carl Langbehn, aus. Da seine Wohnung als abhörsicher galt, diente sie wiederholt als Treffpunkt des Kreisauer Kreises. Gemeinsam mit Trott bat er amerikanische und englische Politiker um Unterstützung für deutsche Oppositionelle. Zudem versuchten beide, das Umfeld Hitlers davon zu überzeugen, dass die Alliierten bereit sein, einen Krieg zu führen. Über die Einstellung vieler Hamburger Bürger hierzu sagte Bielenberg später, dass er keinen einzigen Hamburger gekannt habe, der ihn beim Widerstand gegen Adolf Hitler unterstützt habe.
Nach Beginn des Unternehmens Barbarossa 1941 nahm Bielenberg eigenen Angaben zufolge innerlich Abstand von der Widerstandsbewegung. Er sei über deutsche Generäle enttäuscht gewesen, die Hitlers Expansionspolitik trotz starker Ressentiments ausgeführt hätten, so Bielenberg. Er blieb jedoch in engem Kontakt zum Kreisauer Kreis und unterstützte die Gruppe finanziell und juristisch.
Nach dem Attentat auf Hitler vom 20. Juli 1944, über das Bielenberg nicht vorab informiert worden war, wurde er von seiner Sekretärin verraten und im Rahmen der Ermittlungen in das KZ Ravensbrück gebracht. Hier sollte er Informationen über mit ihm befreundete Widerstandskämpfer preisgeben. Bei Haftbesuchen seiner Frau konnte das Ehepaar durch geschickte und waghalsige Aktionen Informationen austauschen, darunter ein in einer Streichholzschachtel verstecktes Schriftstück, das Informationen zu seinen Kontaktpersonen enthielt. Nach seiner Haftentlassung im Februar 1945 versteckte sich Bielenberg im Schwarzwald.

## Nach dem Ende des Zweiten Weltkriegs
Nach dem Ende des Zweiten Weltkriegs entschied sich Bielenberg gegen eine vermutlich erfolgreiche Fortsetzung seiner beruflichen Karriere in Deutschland. Die Familie fasste den bereits in den dreißiger Jahren diskutierten Beschluss auszuwandern. Da seine Frau über ausgezeichnete Kontakte verfügte, war Bielenberg der erste Deutsche, der nach Kriegsende eine Einreiseerlaubnis in Großbritannien erhielt. 1947 siedelte Bielenberg mit seiner Familie nach Irland um. Hier arbeitete er als Landwirt und baute in Tullow die heruntergekommene Farm Munny aus. Der Gutshof entwickelte sich zu einem Treffpunkt der hinterbliebenen Familienangehörigen der Widerstandskämpfer, die nach dem Attentat vom 20. Juli 1944 gehenkt worden waren.

## Rezeption
Bielenbergs Ehefrau Christabel beschrieb die Erlebnisse während der Zeit des Nationalsozialismus in ihrem später verfilmten Buch Als ich Deutsche war: 1934 bis 1945 – Eine Engländerin erzählt.
Zeitungsnachrufe nannten Bielenberg einen „Vorzeige-Demokrat“; Clarita von Trott zu Solz bezeichnete ihn als „verlässlich, klug, mutig bis zur Tollkühnheit, bereit, nicht nur für seine Freunde, sondern auch für seine Mitbürger das Leben zu riskieren“.